# الاتحاد النسائي العام
الاتحاد النسائي العام في الإمارات أو الاتحاد النسائي العام هو منظمة تأسَّست عام 1975 تحت رئاسة فاطمة بنت مبارك المعروفة باسمِ «أمّ الإمارات» وذلك بهدف تمكين ودعم المرأة الإماراتية وتعزيز مشاركتها في التنمية المستدامة والحركات النسائية على المستوى المحلي والإقليمي والدولي. يقوم الاتحاد بتنفيذ مجموعة واسعة من البرامج والمشاريع والمبادرات، ويتعاون مع شركاء محليين وشركاء آخرين من دول مختلفة.

## رؤية الأتحاد ورسالته
تتمثل رؤية الأتحاد النسائي العام في "تعزيز دور المرأة الريادي، ونحقيق مؤشرات عالمية في مختلف المجالات"، أما عن رسالة الأتحاد فتكمن في "تبني السياسات ووضع الخطط والبرامج، واطلاق المبادرات وتقديم الدعم اللازم لضمان مشاركة المرأة الفاعلة في التنمية المستدامة".

## الأهداف
يهدفُ الاتحاد النسائي العام في الإمارات للمساهمة في في صياغة وتعديل وتطوير السياسات المتعلقة بالمرأة، كما يعمل على بناء وتمكين مهارات وقدرات المرأة، فضلًا عن إعداد البحوث والدراسات المتخصصة في قضايا المرأة الأساسية كما جاء في نصِّ تأسيسه. يُحاول الاتحاد كذلك مراجعة المشاريع والقوانين والتشريعات المتعلقة بالمرأة، وتنظيم وتنفيذ ومتابعة وتقييم الاستراتيجيات الوطنية لتمكين المرأة، وكذلك تشجيع ودعم المؤسسات النسائية ومؤسسات المجتمع المدني وخاصة تلك المعنية بحقوق المرأة. وتمثيل المرأة والمؤسسات النسائية محليًا وعربيًا وعالميًا، وبناء الشراكات المحلية والعربية والدولية
واشتغل الأتحاد النسائي على ثلاثة مسارات مختلفة من أجل تمكين المرأة، وتعزيز حضورها في المجتمع الإماراتي: المسار التوعي، من خلال توعية المرأة بحقوقها الاجتماعية والأقتصادية والثقافية والسياسية.. والمسار الثاني هو العمل على تعزيز قدرات المرأة لتمكينها من الحصول على هذه الحقوق وممارستها بمسؤولية وكفاءة، أما المسار الثالث فيتمثل في الدفع في وضع التشريعات القانونية التي تكفل حقوق المرأة وتساعدها على آداء دورها الذي تتطلع إليه ، وينتظره المجتمع منها.

## الجمعيات
يعملُ الاتحاد النسائي العام مع عددٍ من الجمعيات الإماراتية لعلَّ أبرزها:
- جمعية النهضة النسائية
- جمعية الاتحاد النسائية
- جمعية أم المؤمنين
- الجمعية النسائية
- جمعية نهضة المرأة

## برامج الأتحاد ومشاريعه[8]
يقدم الأتحاد النسائي العام مجموعة من البرامج المميزة في العديد من المجالات ، والتي تتمثل في:
- البرامج الاجتماعية والأقتصادية- ومنها "مبادرة الأسرة أولاً..ليكن الادخار خيارنا" ، "مبادرة تعمير المنزل من الطموح إلى الواقع"، "مبادرة تياسير لأسرة آمنة"، "مبادرة تمكين الفتاة والمرأة من أصحاب الهمم"، "مشروع بتسة"، "حملة السنع"، "مبادرة كوني جسر الأمان"، " حملة قافلة العطاء"، "مبادرة سقيا الماء..فاطمة بنت مبارك"، " مبادرة السلامة المنزلية.. بيوت آمنة"، " مبادرة زينة وخزينة" ، " سوق متجري الأفتراضي".
- البرامج التعليمية والثقافية- ومنها: "برنامج اطلق للصغار"، " برنامج أطلق"، " مبادرة النبض السيبراني للمرأة والاسرة"، " مبادرة الطفل الرقمي"، " برنامج المبرمج الصغير"، " برنامج خليفة للتمكين(أقدر)"، " كلكم مسؤول..الاستعداد للخمسين"، " مبادرة كوني جاهزة".
- البرامج السياسية والقانونية- ومنها: "برنامج أعرفي حقوقك" .
- البرامج الصحية والبيئية- ومنها: " مبادرة بيوت مستدامة"، " مبادرة وقايتي أولوية"، " مشروع البيوت الزراعية"، "مبادرة زراعتي اكتفائي"، " برنامج فاطمة بنت مبارك للتطوع"، " مبادرة في بيتنا مسعفة"، " برنامج مكافحة السمنة لدى الأطفال"، " الحملة الوطنية للوقاية من مرض سرطان عنق الرحم"، " البرنامج الوطني للوقاية من الامراض القلبية"، " البرنامج الوطني لمكافحة التدخين بين الأطفال والمراهقين"، "التوعية الغذائية وانشاء الحدائق المدرسية"، " حملة صحتك تحت المجهر"، " المبادرة النسائية البيئية (لنظهر التقدير لأجيال المستقبل)".

## انجازات الأتحاد وفاعلياته
قدم الأتحاد النسائي العام خلال مسيرته الطويلة العديد من الإنجازات المتعلقة بالمرأة الإماراتية في كافة المجالات ، والتي نذكر جانبًا منها في هذه السطور، من خلال رصد الإنجازات لكل عام على حدة.

## عام 2020
- تأسيس لجنة الأتحاد النسائي العام الشبابية بهدف تفعيل دور الشباب وتسخير قدراتهم في خدمة المؤسسة والمجتمع واعدادهم وتأهيلهم في المجالات الاجتماعية والأقتصادية.
- انشاء أول أكاديمية متخصصة في الحرف الإماراتية ، وذلك في مقر الأتحاد النسائي العام، من أجل حفظ واستدامة الحرف التراثية ونقلها للأجيال القادمة.
- اطلاق "بوابة المعونة"، والتي تتضمن قائمة من الخدمات المقدمة لأفراد المجتمع من المواطنين أو المقيمين والتي تتضمن ثلاث خدمات فرعية: بوابة الأستشارات الأسرية الموحدة، ودليل الخدمات الأسرية ، وخدمة "شوفتكم".

## عام 2021
- استحداث نظام رصد التقدم المحرز للمرأة بقرار من المجلس الوزاري للتنمية لتأصيل مكانة المرأة الإماراتية بوصفها شريك فاعل في التنمية المستدامة.
- اطلاق الخطة الوطنية لدولة الإمارات العربية المتحدة بشأن المرأة والسلام والأمن لتنفيذ القرار رقم 1325 الصادر عن مجلس الأمن التابع للأمم المتحدة ، امتدادًا لجهود الدولة لتعزيز مشاركة المرأة في السلام والأمن.
- تدشين مركز فاطمة بنت مبارك للمرأة والسلام والأمن ، وذلك تأكيدًا على دور الدولة ووجهتها في دعم مشاركة المرأة الفاعلة بجميع القطاعات خاصة قطاعي السلام والأمن، بالتعاون مع هيئة الأمم المتحدة للمرأة.

### عام 2022
- مراجعة مسودة الأستراتيجية الوطنية الثالثة لتمكين المرأة 2022-2027.
- تنظيم دورة تدريبية تحت عنوان" كيف تراجع مخططات منزلك" ضمن برنامج أسرتي سر سعادتي"تعمير المنزل- نت الفكؤة إلى الواقع"
- تنظيم ورشة عمل افراضية بالتعاون مع وزارة الأقصاد وجمعية الإمارا للمحامين والقانونيين تحت عنوان "مسؤولية الأخطاء الطبية"من أجل نشر الثقافة والتوعية اللازمة حول المسؤولية الناتجة عن الأخطاء الطبية.
- تنظيم لقاء توعوي ضمن مبادرة "بداية صحية لحياة سعيدة موفقة" ، وذلك بالتعاون مع شؤون المجالس بديوان ولي العهد والهيئة العامة للشؤون الإسلامية والأوقاف.
- تنظيم معرض "تجوري" بالتعاون مع مع مستشفى NMC رويال للمرأة، وبمشاركة 41 علامة تجارية من المشاريع الشبابية الوطنية.
- أطلق الاتحاد النسائي ووزارة الدولة لشؤون المجلس الوطني نسخة جديدة من “برنامج فاطمة بنت مبارك للتمكين السياسي” في إطار الشراكة الاستراتيجية التي تجمع بينهما.
- أطلق الأتحاد البوابة الألكترونية ليوم المرأة الإماراتية كمنصة توثق لتاريخ وفغاليات يوم المرأة.
- تنظيم " المؤتمر الدولي للمرأة والسلام والأمن" بالتعاون مع وزارتي الدفاع والخارجية والتعاون الدولي، وهيئة الأمم المتحدة للمرأة وجامعة الدول العربية.
- دعم حملة "الـ 16 يومًا لمناهضة العنف القائم على النوع الاجتماعي" تحت شعار"اتحدوا! النضال لإنهاء العنف ضد المرأة"
- اطلاق مبادرة لتمكين الفتاة والمرأة من أصحاب الهمم تحت شعار "معًا نستطيع" بهدف بناء قدرات صاحبات الهمم وتثمين عطائهن وتمكينهن من تحويل التحديات إلى فرص وتحقيق النجاحات والإنجازات في مختلف المجالات.

### عام 2023[9]
- اطلاق مبادرة الشيخة فاطمة بنت مبارك لتمكين المراة الريفية في افريقيا في مجال الزراعة، وذلك بالتعاون مع وزارة الخارجية واكاديمية محمد بن زايد للزراعة والبيئة، وهيئة الأمم المتحدة للمراة.
- اصدار طابع تذكاري مميز احتفاءًا بيوم المرأة الإماراتية لعام 2023، بالتعاون مع مجموعة بريد الإمارات. تحت شعار "نتشارك للغد" والطابع يرمز إلى الفخر والاعتزاز بالمرأة ويحتفي بمساهماتها الملخمة في بناء الدولة.
- اطلاق السياسة الوطنية لتمكين المرأة في دولة الإمارات العربية المتحدة 2023- 2031م بناء على قرار مجلس الوزراء بمناسبة يوم المرأة الإماراتية لعام 2023م تحت شعار "نتشارك للغد".
- الفوز بجائزة المؤسسات الصديقة للاسرة لعام 2023م، والتي تمنحها جامعة الدول العربية ممثلة بقطاع الشؤون الاجتماعية- إدارة الأسرة والطفولة.
- المشاركة في مؤتمر الأطراف في أتفاقية الأمم المتحدة الاطارية بشأن تغير المناخ (كوب28) في مدينة أكسيو دبي. وذلك من خلال تنظيم معرض (17 محهًا للعمل) لملهمات إماراتيات.

## إصدارات الأتحاد النسائي العام[10]
صدر عن الاتحاد النسائي العام مجموعة كبيرة من المطبوعات ، نذكر من بينها:
- المرأة والبرلمان في دولة الإمارات العربية المتحدة، 2019م.
- التلى. 2018م، من تاليف نورا نصيب البلوشي.
- العمالة المنزلية المساعدة غي مجتمع الإمارات: الوضع والدور والمشكلات.2018، من تأليف عباس أحمد.
- اطلالة إماراتية: الحلى ، الأزياء، ادوات الزينة في تراث الإمارات.2019
- التداوي بالأعشاب في مجتمع الإمارات.2019، من تأليف تورا نصيب البلوشي.
- الإستراتيجية الوطنية لتمكين وريادة المرأة في دولة الإمارات العربية المتحدة : تمكين .. مشاركة .. ريادة 2015 2021، 2021م
- السيرة الذاتية لسمو الشيخة فاطمة بنت مبارك. 2016م
- الطريق نحو الريادة: مسيرة الأتحاد النسائي العام..محطات ووقفات.2015م
- الاستراتيجية الوطنية لتقدم المرأة في دولة الإمارات العربية المتحدة.2014
- علامات مضيئة في قضاء الإمارات العربية المتحدة.2014.
- موسوعة تشريعات المرأة في دولة الإمارات العربية النتحدة. 2014
- لهجتنا المحلية.2011م
- دليل الأسرة الوطنية المنتجة.2012م
- من لهجاتنا المحلية: لهجة العوامر.2013م، من تأليف مريم العامري، شما العامري.
- حقوق المرأة العاملة في دولة الإمارات العربية المتحدة : دراسة تحليلية مقارنة.2014
- تطور مسيرة المرأة في دولة الإمارات العربية المتحدة.2003م.
- منتدى المرأة العربية والاعلام، 2002م
- معا من أجل طفولة سليمة : أوراق المؤتمر الدولي للطفولة 6-5 نوفمبر 2001. 2001م
- رعاية المسنين في الإسلام. 1986م، تأليف مجموعة باحثين.
- مسيرة المرأة في الإمارات: 12 عامًا من النجاح.1987م
- اليوبيل الفضي والنهضة النسائية 1997. من تأليف مصطفى النبوي
- تكريم أم الإمارات. 1997. من تأليف حسن محمد عجمي.
- قرينة صاحب السمو رئيس الدولة سمو الشيخة فاطمة بنت مبارك رائدة النهضة النسائية. 1999م
- الأتحاد النسائي: انجازات وتطلعات . 1999م.
- المرأة في الخليج والجزيرة العربية. 1984م
- النهضة النسائية في دولة الإمارات العربية المتحدة. 1980م، من تأليف عائشة على السيار.

## المبادرات والحملات[11]
| اسم المبادرة                                              | سنة الإطلاق | الغايات المنشودة |
| --------------------------------------------------------- | ----------- | --- |
| مبادرة بيوت مستدامة                                       | 2023        | إشراك المرأة في البيئة من خلال إكسابها المفاهيم والمعارف النظرية والمهارات العملية الخاصّة بالممارسات المستدامة، وتعزيز دورها في معالجة تحديات الاستدامة وصيانة الموارد.                                                                                        |
| مبادرة الأسرة أولاً .. ليكن الادّخار خيارنا                 | 2020        | تنمية الوعي المالي لدى الأفراد وإبراز أهمية ثقافة الادخار، وإكساب الأفراد مهارات وأساليب إدارة الأموال. |
| مبادرة تعمير المنزل من الطموح إلى الواقع                  | 2023        | عقد ورش عمل لإطلاع الأفراد على عمليات بناء المنزل بدءا من اطلاعهم على أسس العملية الهندسية من بداية التصميم وحتى الديكور، وإكسابهم الخبرة اللازمة لتجنّب الوقوع في أخطاء البناء.                                                                                |
| مبادرة وقايتي أولوية                                      | 2022        | تنمية الوعي الصحي للأفراد بمختلف الأمراض المزمنة وإرشادهم إلى تبنّي أنماط حياة صحّية سليمة في ممارساتهم الحياتية، من خلال سلسلة من الجلسات والملتقيات الحوارية والحملات التوعوية في المجال الصحي.                                                                |
| مبادرة تياسير لأسرة آمنة                                  | 2023        | توجيه نظرة المجتمع الإيجابية نحو تغيير مظاهر البذخ في حفلات الزواج والتوعية والحث على تقليل التكاليف المادية، وتخفيف عبء الديون والالتزامات المالية التي قد تترتب على ذلك.                                                                                     |
| مبادرة تمكين الفتاة والمرأة من أصحاب الهمم                | 2022        | تمكين الفتاة والمرأة من أصحاب الهمم في مختلف المجالات، والتركيز على احتياجاتهما والإسهام في تلبية هذه الاحتياجات، وبناء قدراتهما بأفضل الممارسات في مختلف جوانب الحياة.                                                                                        |
| برنامج أطلق للصغار                                        | 2021        | تحفيز الصغار على سلك نهج البرمجة والتقنيات التكنولوجية المتقدمة واكتساب لغة المستقبل، وتشجيع المبرمجين والمبدعين والمبتكرين الصغار. |
| برنامج أطلق                                               | 2021        | تنشيط دور المرأة كشريكة في مسيرة التنمية والارتقاء بمكانتها في العمل التقني، المرتبط بالمشاريع الاستراتيجية في مجالات التجارة والخدمات اللوجستية والصناعة والابتكار والتكنولوجيا الحديثة، وكذا تمكين المرأة وتلقينها علوم المستقبل والتقنيات الرقمية المتطورة. |
| مبادرة النبض السيبراني للمرأة والأسرة                     | 2021        | نشر الثقافة الرقمية وتكوين الأطر النسائية الوطنية في مجالات الأمن السيبراني وتعزيز حضور المرأة الإماراتية في هذا المجال، من خلال برامج تدريبية ومساقات مخصّصة.                                                                                                  |
| مبادرة الطفل الرقمي                                       | 2021        | تأهيل وإعداد الأجيال المستقبلية في المجالات الرقمية، وإسهامهم في صناعة التكنولوجيا وخلق بيئة محفزة، واحتضان الطاقات المواطنة القادرة على الإبداع والابتكار، وإعداد جيل يتقن فن التخاطب مع التكنولوجيا.                                                         |
| برنامج المبرمج الصغير                                     | 2016        | تأهيل الطلاب وتمكينهم من توظيف التكنولوجيا في الممارسات اليومية وتلقينهم القدرات التقنية اللازمة مع التركيز على نشر الوعي للتوظيف الأمثل للإنترنت وتنمية مهاراتهم في استعماله.                                                                                 |
| مشروع بتسة                                                | 2021        | تسليط الضوء على التراث الثقافي لدولة الإمارات العربية المتحدة، وتطوير الزي الإماراتي التقليدي والحفاظ عليه. |
| حملة السنع                                                | 2016        | تعريف الأجيال الناشئة بالعادات والتقاليد المجتمعية الأصيلة الخاصة بدولة الإمارات العربية المتحدة، والعمل على ترسيخها لديهم وتعزيزها. |
| برنامج خليفة للتمكين (أقدر)                               | 2018        | إعداد وتأهيل أعضاء من المجتمع قادرين على التعامل مع إكراهات المستقبل، وتوجيه الطلبة إلى بناء ثقافة الاستعمال الآمن والسلمي للتكنولوجيا والإنترنت، وتوظيفه بإيجابية في الحياة اليومية.                                                                          |
| مبادرة كوني جسر الأمان                                    | 2020        | تعزيز الصحة البدنية والنفسية للمرأة، وتقديم الدعم والمساندة لها، وتمكينها من الموازنة بين الحياة العملية والأسرية، والتكيف بإيجابية مع الظروف المستجدة. |
| مبادرة الجلسات الحوارية (كلكم مسؤول .. الاستعداد للخمسين) | 2020        | تسليط الضوء على دور الجهات في دعم الجهود التنموية للدولة الرامية إلى مواجهة القضايا والإكراهات التي تواجه المرأة الإماراتية في جميع المجالات. |
| حملة (قافلة العطاء)                                       | 2021        | دعم الأسر المحتاجة في كافة أنحاء الإمارات من خلال مساعدة الأسر الهشّة وتوفير المستلزمات الضرورية لها، ونشر ثقافة التراحم وترسيخ قيم العطاء والإحسان بين مختلف شرائح المجتمع.                                                                                    |
| مشروع البيوت الزراعية                                     | 2021        | تدريب نزيلات المؤسسات العقابية والإصلاحية والقاصرات والأحداث، في مجال الزراعة، وتزويدهم بالمهارات اللازمة وإشراكهم في الاهتمام بالمحصول ومتابعة الإنتاج ومراحل التسويق، والعمل على إعادة تأهيلهم كأعضاء فاعلين في المجتمع.                                     |
| مبادرة (سقيا الماء..فاطمة بنت مبارك)                      | 2016        | تقديم الدعم لجميع العاملين في قطاع الإنشاءات والبناء وعمال النظافة بمدينة أبوظبي وضواحيها، ومساندتهم، والتخفيف من وطأة حرارة الجو عليهم، أثناء تأديتهم لمهامهم.                                                                                                |
| مبادرة زراعتي اكتفائي                                     | 2015        | تشجيع المرأة على الزراعة المنزلية وتلقينها المفاهيم والمعارف النظرية وإكسابها المهارات العملية الخاصة بحرف الزراعة، عبر دعمها وتشجيعها على استغلال المساحات المنزلية لزراعة النباتات والأشجار.                                                                 |
| مبادرة السلامة المنزلية: بيوت آمنة                        | 2017        | نشر الثقافة وتوصيل المعرفة للمرأة وتطوير قدراتها لتكون عنصراً فاعلاً داخل المجتمع، وقادرة على الحفاظ على سلامة منزلها. |
| مبادرة زينة وخزينة                                        | 2020        | ترسيخ مبدأ التكافل الاجتماعي والإسهام في خدمة الوطن وتوفير الاستقرار الأسري والحياة الكريمة لأفراده، لا سيما فئة الشباب المقبلين على الزواج، وتشجيعهم على تكوين أسر مستقرة وسعيدة.                                                                             |
| سوق متجري الافتراضي                                       | 2020        | تشجيع الإنتاج المحلي ورفع المستوى الاقتصادي لدى الأسر، وخلق فرص استثمارية متساوية تسلط الضوء على الإنتاج الوطني للأسر المنتجة وأصحاب المشاريع الصغيرة. |
| برنامج فاطمة بنت مبارك للتطوع                             | 2017        | تمكين المرأة الإماراتية وتنشيط دورها في مجالات الأعمال التطوعية والعطاء الاجتماعي، وتأهيلها كسفيرة للعمل الإنساني محلياً ودولياً، وتأهيل الشباب وتنشيط دورهم في التنمية المستدامة.                                                                               |
| مبادرة كوني جاهزة                                         | 2013        | التوعية بمبادئ إدارة الطوارئ والكوارث والأزمات بين العنصر النسوي، وتطوير خبراتهن في هذا المجال، وإكسابهن المهارات الرئيسية لتقييم المخاطر والتهديدات للطوارئ والكوارث التي قد تحدث في الإمارات.                                                                |
| مبادرة في بيتنا مسعفة                                     | 2013        | تقديم شروح نظرية وعملية حول المبادئ الرئيسية للإسعافات الأولية وإسعاف المصابين سواء بالحروق أو الجروح والنزيف والكدمات والاختناق للكبار والصغار. |
| برنامج مكافحة السمنة لدى الأطفال                          | 2011        | التحسيس بخطر البدانة والسمنة، وآثارها السلبية، وتثقيف الطلاب لتطوير نمط حياة صحي وتشجيعهم على زيادة النشاط البدني والتغذية السليمة. |
| البرنامج الوطني للوقاية من الأمراض القلبية                | 2011        | توفير برامج تشخيصية وعلاجية وتوعوية مجانية للنساء، وتنمية وعيهن بأسباب الأمراض القلبية، وتشجيعهن على الفحص الدوري لاكتشاف وعلاج الأمراض القلبية مبكراً. |
| الحملة الوطنية للوقاية من مرض سرطان عنق الرحم             | 2011        | التوعية بطرق الوقاية من مرض سرطان عنق الرحم وتقديم النصح بضرورة تطعيم الفتيات قبل الزواج. |
| برنامج اعرفي حقوقك                                        | 2009        | تعزيز وعي المرأة بحقوقها وواجباتها التشريعية والقانونية، وإجراء مراجعة دورية للتشريعات ذات العلاقة بالمرأة. |
| البرنامج الوطني لمكافحة التدخين بين الأطفال والمراهقين    | 2000        | مكافحة انتشار ظاهرة التدخين بين الأطفال والمراهقين، وتوعيتهم بمخاطر التدخين، ومساعدتهم على الإقلاع عنه. |
| حملة التوعية الغذائية وإنشاء الحدائق المدرسية             | 2014        | تمكين الطلاب وتعزيز قدراتهم في المجال البيئي والصحي والغذائي، وتطوير مواهبهم واستغلال طاقاتهم. |
| حملة صحتك تحت المجهر                                      | 2014        | تحسيس النساء وكافة أفراد المجتمع بالجانب الصحي عموماً، والارتقاء بصحة المرأة والفتيات خصوصاً، عن طريق عقد محاضرات صحية دورية، وأوراش نقاشية. |

## مجالات العمل
يعمل الاتحاد النسائي العام على تحقيق غاياته وأهدافه المنشودة من خلال تنظيم العديد من البرامج والأنشطة، والتي تتمركز حول مجالات العمل الرئيسية التالية:
• المساهمة في رسم السياسات المتعلّقة بالمرأة: الاتحاد النسائي العام يراجع السياسات المتعلقة بالمرأة ويقترح تعديلات لتمكينها، مع المشاركة في وضع الخطط الوطنية للتنمية الشاملة المستدامة.
• بناء قدرات المرأة: يحرص الاتحاد النسائي العام على تنمية مهارات المرأة لتمكينها من المشاركة في التنمية المستدامة في كافة المجالات.
• إعداد البحوث والدراسات المتخصصة بقضايا المرأة: تعدّ الأبحاث والدراسات الركيزة الأساسية لأنشطة الاتحاد النسائي العام، حيث تقدم بيانات تعكس واقع المرأة وتساعد في إعداد استراتيجيات وخطط للمرأة والأسرة والمجتمع.
• مراجعة واقتراح تعديل التشريعات التي تخص المرأة: يقوم الاتحاد النسائي العام بمراجعة التشريعات المتعلقة بالمرأة واقتراح تعديلات تتماشى مع المستجدات بالتعاون مع الجهات المعنية.
• إعداد الاستراتيجيات الوطنية لتمكين المرأة والإشراف على تنفيذها: يعد الاتحاد النسائي الاستراتيجيات الوطنية لتمكين المرأة ويعمل على إدماجها في خطط المؤسسات المختلفة، ويشرف على تنفيذها وتقييم الإنجازات بشكل دوري.
• بناء قدرات المؤسسات النسائية ومؤسسات المجتمع المدني: يساهم الاتحاد النسائي العام في بناء قدرات المؤسسات النسائية والمجتمع المدني المرتبطة بحقوق المرأة لدعم مهامها وتحقيق أهدافها.
• تمثيل المرأة والمؤسسات النسائية محلياً وعربياً وعالمياً: الاتحاد النسائي يمثل المرأة الإماراتية في المؤتمرات والاجتماعات محلياً ودولياً، ويساهم في اللجان المتعلقة بحقوق المرأة ويعد تقارير للمنظمات الدولية.
• بناء الشراكات المحلية والعربية والدولية: يعمل الاتحاد النسائي على بناء شراكات مع مؤسسات وطنية ودولية لمعالجة قضايا المرأة وتمكينها في مختلف المجالات لتحقيق تغييرات إيجابية.